# Tomás Taveira
Tomás Cardoso Taveira (* 22. listopadu 1938 Lisabon) je portugalský architekt, představitel postmodernismu.

## Život
Narodil se v dělnické rodině v lisabonské čtvrti Alcântara. Pracoval jako strojní zámečník a pak se stal designérem v ateliérech Nuna Teotónia Pereiry a Conceiçãa Silvy. Absolvoval Lisabonskou výtvarnou školu a postgraduálně studoval na Massachusettském technologickém institutu. V roce 1971 založil vlastní architektonickou kancelář s pobočkami v Lisabonu a São Paulu. Přednášel na Lisabonské technické univerzitě a na California Polytechnic State University. 
Spolupracoval s Conceiçãem Silvou na výškových domech Torres de Alfragide v Amadoře a lisabonském obchodním a kancelářském centru Edifício Castil. Pro Taveirovy budovy jsou charakteristické geometrické tvary a výrazná barevnost. Jeho komplex obytných budov a supermarketů Torres das Amoreiras otevřený v roce 1985 na Avenida Engenheiro Duarte Pacheco se stal charakteristickou dominantou moderního Lisabonu a byl oceněn Prémio Valmor. Taveira je také autorem sociálního bydlení na lisabonském sídlišti Bairro do Condado, které však neblaze proslulo jako centrum narkomanie a kriminality a magistrát nařídil jeho demolici. O zdejším životě vznikl film Leonela Vieiry Zona J. V Lisabonu Taveira také navrhl sídlo finančního ústavu Banco Nacional Ultramarino a stanici lisabonského metra Oleilas. Projektoval fotbalové stadiony Estádio José Alvalade, Estádio Municipal de Aveiro a Allianz Parque.
V roce 1989 unikly na veřejnost videonahrávky, na nichž Taveira nutil své studentky k různým sexuálním úsluhám. V důsledku aféry s ním Lisabonská technická univerzita rozvázala pracovní poměr. Případ se stal námětem televizního seriálu O arquiteto, v němž hraje hlavní roli Rui Melo.

## Galerie

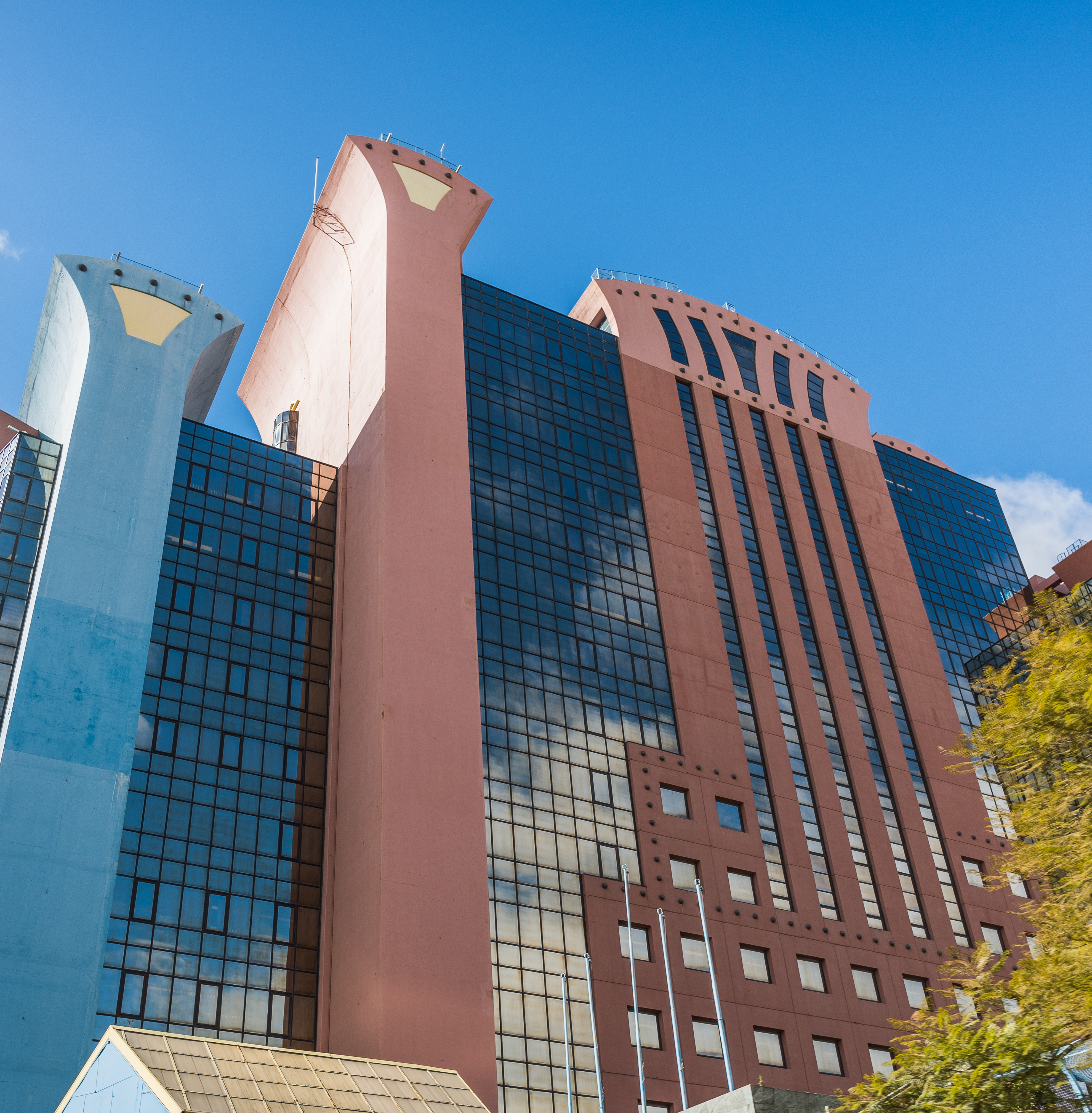
Banco Nacional Ultramarino
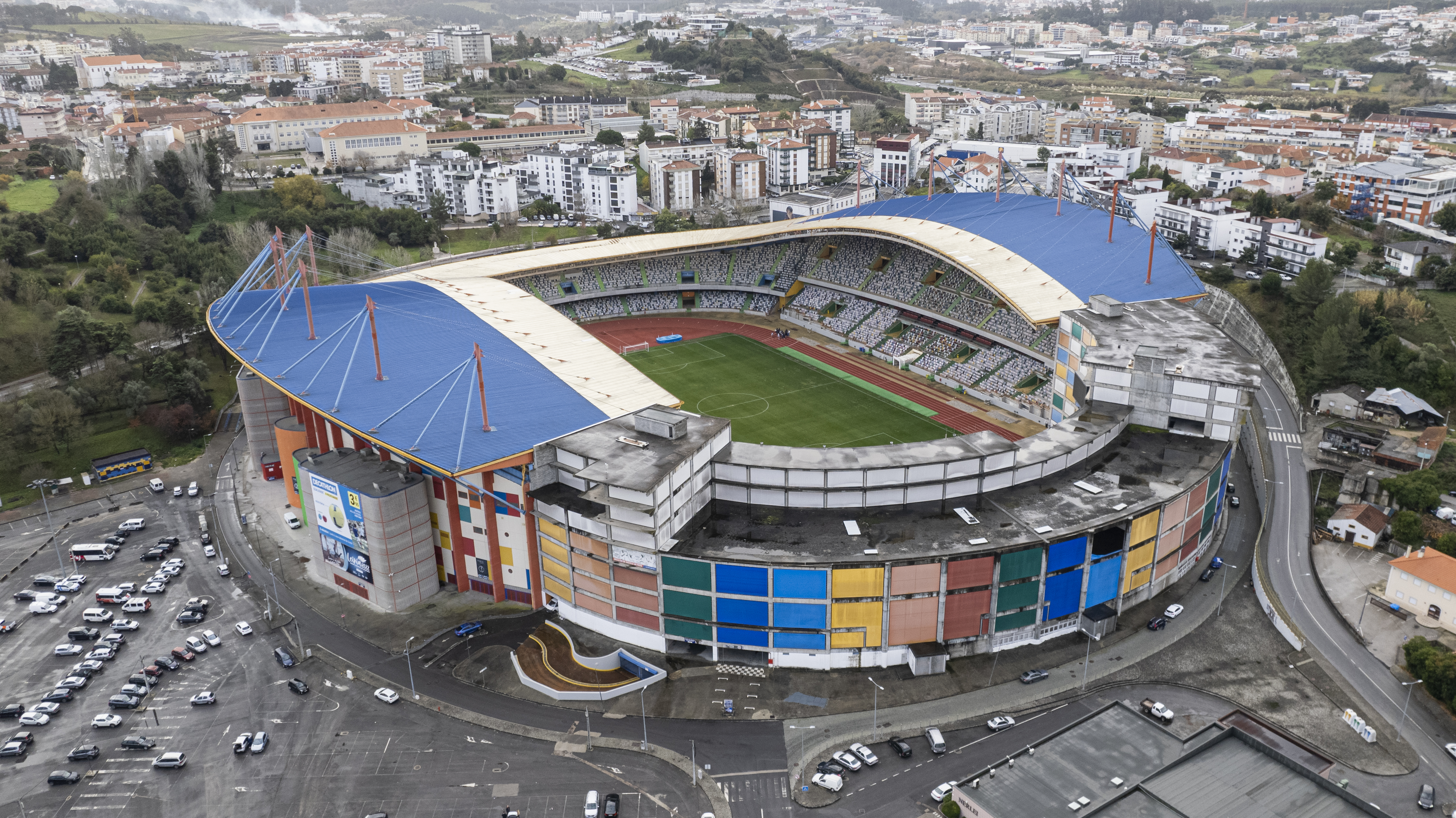
Estádio Dr. Magalhães Pessoa
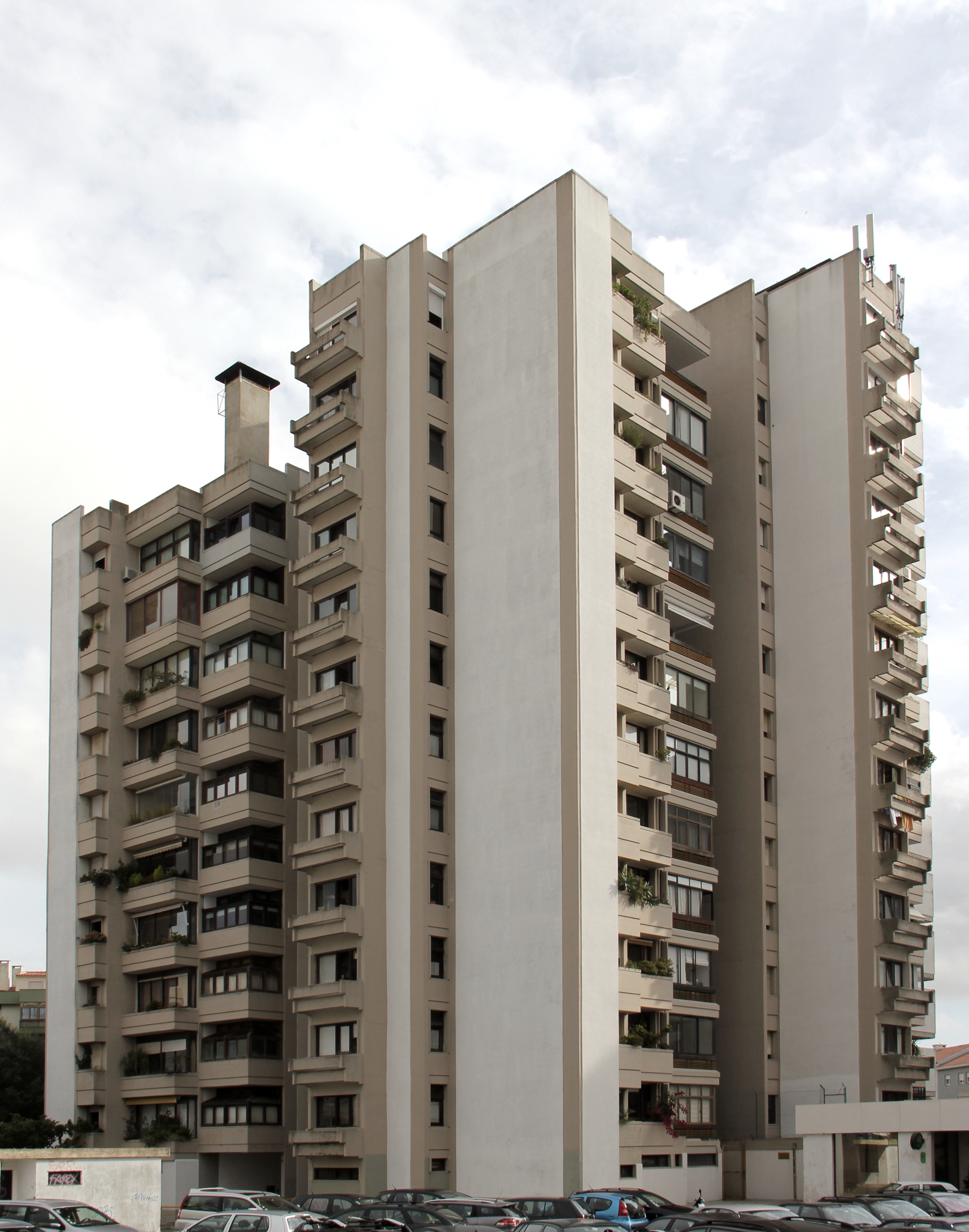
Torres de Afragide